# 上夹河镇
上夹河镇，是中华人民共和国辽宁省抚顺市新宾满族自治县下辖的一个乡镇级行政单位。

## 行政区划
上夹河镇下辖以下地区：
五龙村、马尔墩村、大堡村、腰站村、胜利村、古楼村、河西村、南嘉禾村、徐家村、吕家村和上夹河村。